# Ackelia Smith
Ackelia Smith (5 febbraio 2002) è una lunghista e triplista giamaicana.

## Biografia
Dopo la doppia partecipazione ai campionati mondiali under 20 di Tampere 2018 e Nairobi 2021, nel 2022 conquista il suo primo titolo di campionessa giamaicana assoluta del salto in lungo. Lo stesso anno prende parte ai campionati mondiali di atletica leggera di Eugene, dove si classifica undicesima nel salto triplo.
Nel 2023 prende parte ai campionati mondiali di Budapest, senza riuscire a raggiungere la finale del salto triplo, ma ottenendo l'undicesima posizione nella gara del salto in lungo, specialità nella quale l'anno successivo conquista il secondo titolo di campionessa nazionale.

## Progressione

### Salto in lungo
| Stagione | Misura    | Luogo       | Data      | Rank. Mond. |
| -------- | --------- | ----------- | --------- | ----------- |
| 2024     | 6,85 m(i) | Albuquerque | 2-2-2024  |             |
| 2023     | 7,08 m    | Norman      | 13-5-2023 |             |
| 2022     | 6,73 m(i) | Louisville  | 3-12-2022 |             |
| 2021     | 6,13 m    | Kingston    | 6-3-2021  |             |
| 2020     | 5,91 m    | Kingston    | 4-1-2020  |             |
| 2019     | 6,16 m    | Kingston    | 5-1-2019  |             |
| 2018     | 6,22 m    | Kingston    | 10-3-2018 |             |
| 2017     | 5,86 m    | Kingston    | 1-4-2017  |             |

### Salto triplo
| Stagione | Misura  | Luogo      | Data      | Rank. Mond. |
| -------- | ------- | ---------- | --------- | ----------- |
| 2024     | 15,52 m | Eugene     | 8-6-2024  |             |
| 2023     | 14,54 m | Austin     | 10-6-2023 |             |
| 2022     | 14,36 m | Eugene     | 16-7-2022 |             |
| 2021     | 13,47 m | Kingston   | 25-6-2021 |             |
| 2019     | 13,15 m | Kingston   | 29-3-2019 |             |
| 2018     | 13,10 m | Filadelfia | 29-3-2019 |             |

## Palmarès
| Anno | Manifestazione          | Sede       | Evento         | Risultato | Prestazione | Note |
| ---- | ----------------------- | ---------- | -------------- | --------- | ----------- | ---- |
| 2018 | Mondiali under 20       | Tampere    | Salto in lungo | 17ª (q)   | 5,90 m      |      |
| 2021 | Mondiali under 20       | Nairobi    | Salto triplo   | 9ª        | 12,91 m     |      |
| 2022 | Mondiali                | Eugene     | Salto triplo   | 11ª       | 13,90 m     |      |
| 2022 | Giochi del Commonwealth | Birmingham | Salto in lungo | 7ª        | 6,55 m      |      |
| 2022 | Giochi del Commonwealth | Birmingham | Salto triplo   | 6ª        | 13,83 m     |      |
| 2023 | Mondiali                | Budapest   | Salto in lungo | 11ª       | 6,49 m      |      |
| 2023 | Mondiali                | Budapest   | Salto triplo   | 17ª (q)   | 13,95 m     |      |
| 2024 | Giochi olimpici         | Parigi     | Salto in lungo | 8ª        | 6,66 m      |      |
| 2024 | Giochi olimpici         | Parigi     | Salto triplo   | 7ª        | 14,42 m     |      |

## Campionati nazionali
- 2 volte campionessa giamaicana assoluta del salto in lungo (2022, 2024)
- 2 volte campionessa giamaicana under 20 del salto in lungo (2018, 2021)
- 2 volte campionessa giamaicana under 20 del salto triplo (2018, 2021)

2018
- Oro ai campionati giamaicani under 20, salto in lungo - 6,17 m
- Oro ai campionati giamaicani under 20, salto triplo - 12,79 m

2021
- Oro ai campionati giamaicani under 20, salto in lungo - 6,01 m
- Oro ai campionati giamaicani under 20, salto triplo - 13,47 m

2022
- Oro ai campionati giamaicani assoluti, salto in lungo - 6,56 m
- Argento ai campionati giamaicani assoluti, salto triplo - 13,93 m

2023
- Bronzo ai campionati giamaicani assoluti, salto in lungo - 6,66 m
- Argento ai campionati giamaicani assoluti, salto triplo - 14,26 m

2024
- Oro ai campionati giamaicani assoluti, salto in lungo - 6,53 m
- Argento ai campionati giamaicani assoluti, salto triplo - 14,44 m

## Altre competizioni internazionali
2018
- Oro ai CARIFTA Games U17 ( Nassau, 1º aprile 2018), salto in lungo - 5,91 m
- Oro ai CARIFTA Games U17 ( Nassau, 2 aprile 2018), salto triplo - 12,58 m